# Diocesi di Rockhampton
La diocesi di Rockhampton (in latino Dioecesis Rockhamptoniensis) è una sede della Chiesa cattolica in Australia suffraganea dell'arcidiocesi di Brisbane. Nel 2022 contava 117.230 battezzati su 473.000 abitanti. È retta dal vescovo Michael Fabian McCarthy.

## Territorio
La diocesi comprende la parte centrale dello stato australiano del Queensland.
Sede vescovile è la città di Rockhampton, dove si trova la cattedrale di San Giuseppe.
Il territorio si estende su 415.000 km² ed è suddiviso in 31 parrocchie, raggruppate in 5 decanati: Mackay, Rockhampton, Bundaberg, Centro e Centro-Ovest.

## Storia
La diocesi è stata eretta il 29 dicembre 1882 con il breve Humilitati nostrae di papa Leone XIII, ricavandone il territorio dalla diocesi di Brisbane (oggi arcidiocesi).
Originariamente suffraganea dell'arcidiocesi di Sydney, il 10 maggio 1887 è entrata a far parte della provincia ecclesiastica dell'arcidiocesi di Brisbane.
Il 28 maggio 1929 per effetto della bolla Christiano nomini di papa Pio XI si è ampliata verso sud fino al 25º di latitudine sud, territori che fino ad allora appartenevano all'arcidiocesi di Brisbane.
Il 12 febbraio 1930 ha ceduto una porzione del suo territorio a vantaggio dell'erezione della diocesi di Townsville.

## Cronotassi dei vescovi
Si omettono i periodi di sede vacante non superiori ai 2 anni o non storicamente accertati.
- Giovanni Cani † (3 gennaio 1882 - 3 marzo 1898 deceduto)
- Joseph Higgins † (4 maggio 1899 - 3 marzo 1905 nominato vescovo di Ballarat)
- James Duhig † (16 settembre 1905 - 27 febbraio 1912 nominato arcivescovo coadiutore di Brisbane[2])
- Joseph Shiel † (19 agosto 1912 - 7 aprile 1931 deceduto)
- Romuald Denis Hayes, S.S.C.M.E. † (12 gennaio 1932 - 25 ottobre 1945 deceduto)
- Andrew Gerard Tynan † (14 marzo 1946 - 3 giugno 1960 deceduto)
- Francis Roberts Rush † (7 novembre 1960 - 5 marzo 1973 nominato arcivescovo di Brisbane)
- Bernard Joseph Wallace † (24 gennaio 1974 - 8 maggio 1990 dimesso)
- Brian Heenan (23 luglio 1991 - 1º ottobre 2013 ritirato)
- Michael Fabian McCarthy, dal 10 marzo 2014

## Statistiche
La diocesi nel 2022 su una popolazione di 473.000 persone contava 117.230 battezzati, corrispondenti al 24,8% del totale.
| anno | popolazione | popolazione | popolazione | presbiteri | presbiteri | presbiteri | presbiteri                | diaconi | religiosi | religiosi | parrocchie |
| anno | battezzati  | totale      | %           | numero     | secolari   | regolari   | battezzati per presbitero | diaconi | uomini    | donne     | parrocchie |
| ---- | ----------- | ----------- | ----------- | ---------- | ---------- | ---------- | ------------------------- | ------- | --------- | --------- | ---------- |
| 1949 | 25.000      | 141.000     | 17,7        | 68         | 61         | 7          | 367                       |         | 25        | 324       | 34         |
| 1966 | 46.000      | 190.350     | 24,2        | 83         | 77         | 6          | 554                       |         | 42        | 326       | 37         |
| 1970 | 49.100      | 229.000     | 21,4        | 73         | 67         | 6          | 672                       |         | 44        | 329       | 37         |
| 1980 | 57.700      | 261.000     | 22,1        | 72         | 65         | 7          | 801                       |         | 49        | 263       | 40         |
| 1990 | 74.000      | 306.000     | 24,2        | 59         | 53         | 6          | 1.254                     | 1       | 25        | 219       | 36         |
| 1999 | 94.500      | 240.500     | 39,3        | 57         | 51         | 6          | 1.657                     |         | 22        | 141       | 39         |
| 2000 | 93.891      | 365.270     | 25,7        | 45         | 40         | 5          | 2.086                     |         | 19        | 127       | 39         |
| 2001 | 94.063      | 366.428     | 25,7        | 43         | 37         | 6          | 2.187                     |         | 20        | 122       | 39         |
| 2002 | 94.063      | 366.428     | 25,7        | 42         | 36         | 6          | 2.239                     |         | 18        | 113       | 39         |
| 2003 | 94.500      | 367.000     | 25,7        | 43         | 36         | 7          | 2.197                     |         | 19        | 113       | 39         |
| 2004 | 95.000      | 372.000     | 25,5        | 44         | 36         | 8          | 2.159                     |         | 19        | 122       | 39         |
| 2010 | 99.744      | 399.673     | 25,0        | 43         | 35         | 8          | 2.319                     | 1       | 20        | 104       | 31         |
| 2014 | 108.100     | 435.100     | 24,8        | 43         | 30         | 13         | 2.513                     |         | 19        | 93        | 31         |
| 2017 | 109.000     | 439.860     | 24,8        | 40         | 25         | 15         | 2.725                     |         | 19        | 73        | 31         |
| 2020 | 113.900     | 459.670     | 24,8        | 38         | 28         | 10         | 2.997                     |         | 13        | 72        | 31         |
| 2022 | 117.230     | 473.000     | 24,8        | 37         | 30         | 7          | 3.168                     |         | 10        | 66        | 31         |